# Maratonský běh

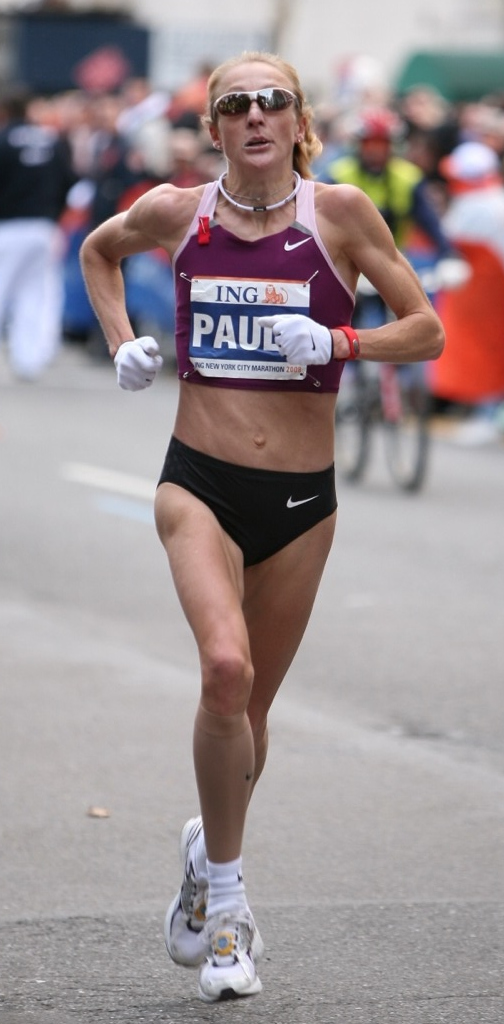
Paula Radcliffová, držitelka bývalého ženského světového rekordu na maratonské trati

Maratonský běh neboli maraton je běžecký závod na vzdálenost 42,195 km, druhá nejdelší atletická disciplína na programu olympijských her. Slovo maraton se též obecně používá pro označení dlouhých a vytrvalostně náročných akcí sportovního i jiného charakteru.

## Vznik maratonu – legenda a skutečnost
Název a délka trati se odvozují z legendy o řeckém běžci jménem Feidippidés (někteří uvádí jméno Diomedón), který po bitvě u Marathónu, datované historiky na 12. září 490 př. n. l., údajně nesl zprávu o vítězství Athéňanů nad Peršany z Marathónu do Athén a tam se slovy „Νενικήκαμεν“ – „Zvítězili jsme“ vyčerpáním zemřel.

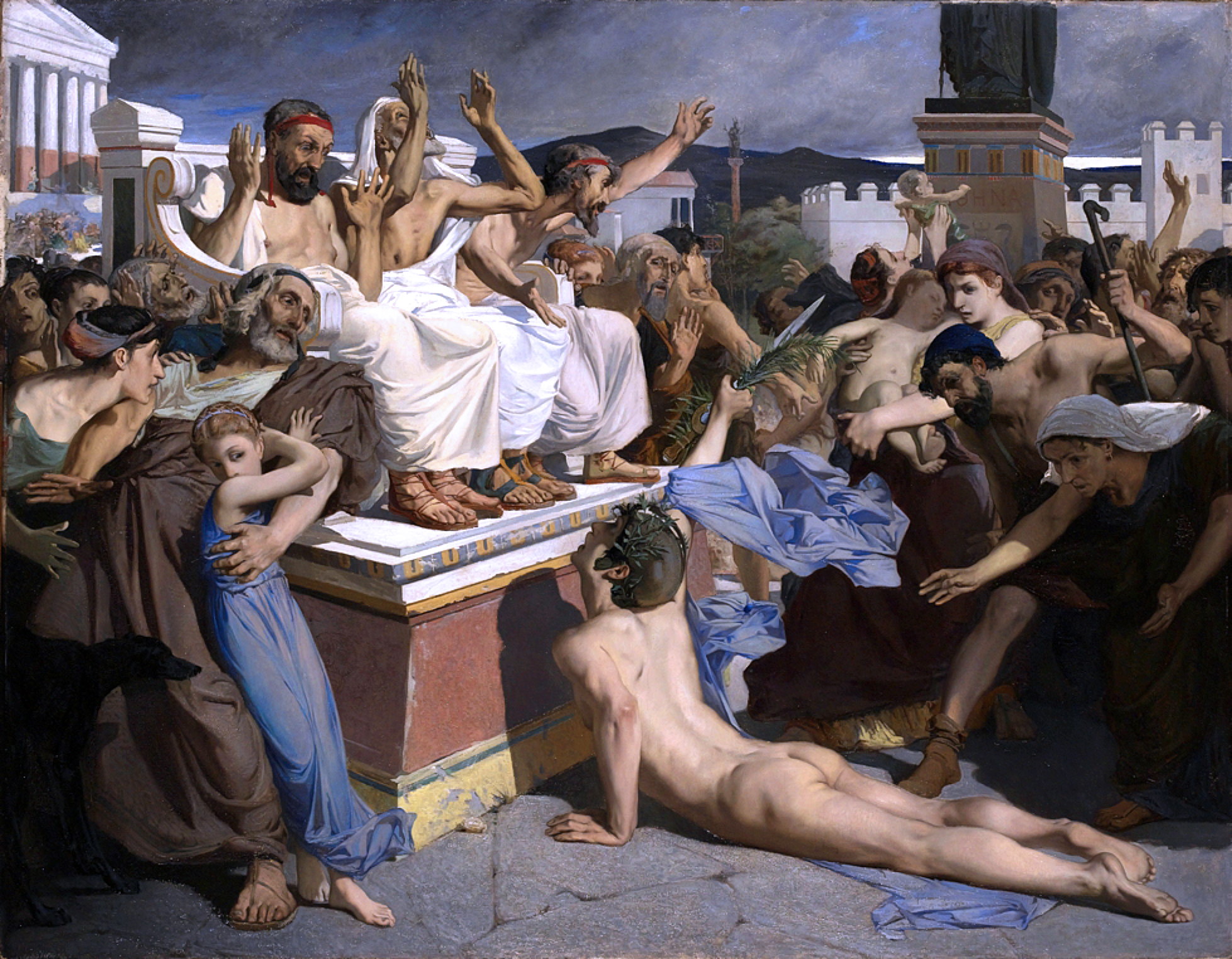
Umělec Luc-Olivier Merson malbou znázornil běžce ohlašujícího lidem Athén vítězství bitvy u Marathónu

Historik Hérodotos, který žil v 5. století př. n. l., tedy nedlouho po marathónské bitvě, však tuto událost s marathónským běžcem vůbec nepřipomíná. Naopak se zmiňuje o výkonu běžce Feidippida, vyslaného nedlouho před rozhodujícím střetnutím z Athén do Sparty s prosbou o vojenskou pomoc. Do cíle, vzdáleného 1240 stadií (240 km), tehdy Feidippidés dorazil již následujícího dne, kdy přinesl obratem domů zprávu, že Sparťané nemohou z náboženských důvodů vyrazit na pomoc dříve, než za několik dní skončí svátky na počest boha Apollóna Karneia.
První písemná zmínka o poslovi z Marathónu do Athén se objevuje až na konci 1. století n. l. u Plútarcha, který připisuje běh do Athén muži jménem Thersippos nebo Euklés. O sto let později jmenuje Lúkianos jako marathónského běžce jistého Filippida. Protože se zdá velmi nepravděpodobné, že by téměř současník Hérodotos tak zajímavou epizodu ve svém díle pominul, lze předpokládat, že příběh o běžci z Marathónu do Athén si vytvořila až fantazie autorů žijících o několik století později. Ani historický Feidippidés však nezůstává zapomenut, od roku 1983 se na jeho počest každoročně v září koná Spartathlon, 246 km dlouhý závod z Athén do Sparty.

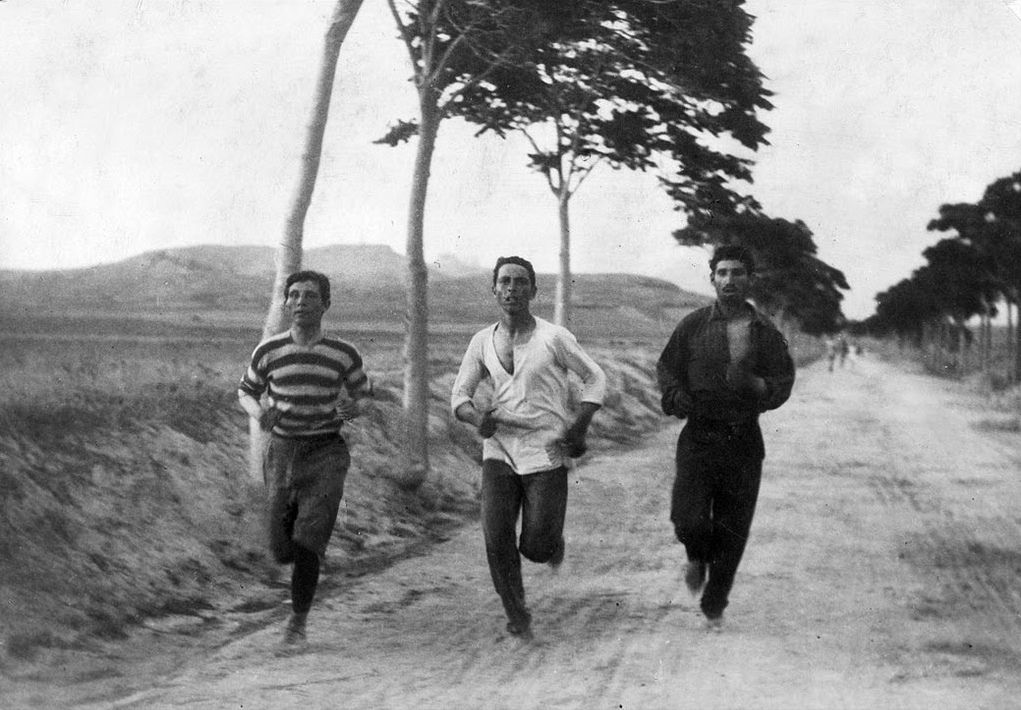
Fotografie Burtona Holmese s popisem: „1896: Tři atleti trénují na Olympijský maraton v Athénách“

V 19. století, které bylo dobou romantického obdivu ke starověkému Řecku, byla mezi vzdělanci populární i pověst o maratonském běžci. Anglický básník Robert Browning ji například roku 1879 ztvárnil v básni Feidippidés. S myšlenkou uspořádání maratonského běhu přišel jako první francouzský filolog Michel Bréal, na něhož hluboce zapůsobila návštěva památných míst v Řecku. Seznámil s tímto nápadem svého přítele Pierra de Coubertina a ten jej v roce 1894 zavedl do programu připravovaných olympijských her. Po několika zkušebních kvalifikačních bězích se první maratonský závod uskutečnil v rámci programu I. olympijských her na přibližně původní trati z Marathónu do Athén 10. dubna 1896. Vítěz prvního Olympijského maratonu pořádaného 10. dubna 1896 (jednalo se pouze o závod mužů) byl Spyridon Luis, řecký nosič vody, jež dosáhl času 2 hodiny, 58 minut a 50 sekund. Maraton pořádaný na Letních olympijských hrách v roce 2004 se běžel na původní trati z Marathónu do Athén, se zakončením na Panathénském stadionu, dějišti Olympijských her v roce 1896.
První oficiální maraton na českém území byl pak uspořádán 25. října 1908 na trati Smíchov – Dobříš. Zúčastnilo se jej 6 závodníků.

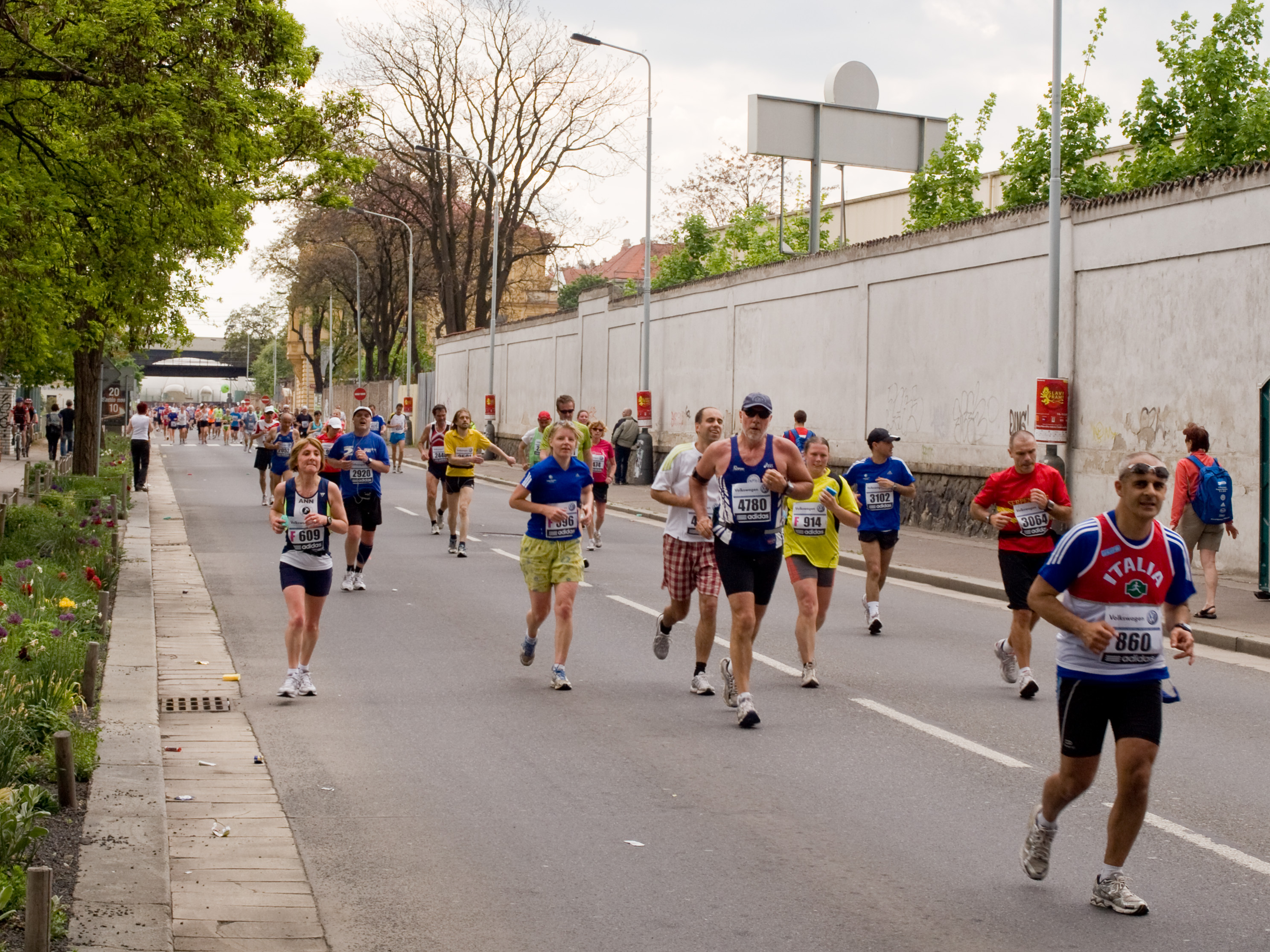
Běžci během Pražského mezinárodního maratonu v roce 2010

K nejznámějším a největším maratonským běhům současné doby patří maraton v Bostonu, založený již v roce 1897, v New Yorku, v Chicagu, v Londýně a v Berlíně.
V Česku je v současnosti nejznámější Pražský mezinárodní maraton, založený v roce 1995. Další maraton se však běhá v pražské Stromovce již od roku 1963. Na Slovensku je nejpopulárnější Mezinárodní maraton míru v Košicích, založený již v roce 1924, krátce po olympijských hrách v Paříži. Českou maratonskou legendou je Emil Zátopek, který vyhrál olympijský maraton v Helsinkách v roce 1952 v čase 2:23:03 (běžel jej tehdy poprvé v životě); v roce 1956 v Melbourne byl šestý. Nejlepším českým maratoncem v 21. století je Róbert Štefko – v roce 2004 v čase 2:12:35.

### Ženský maraton
Ženský maraton se poprvé běžel v roce 1984 na Letních olympijských hrách v Los Angeles. Zvítězila Joana Benoitová z USA s časem 2 hodiny, 24 minut a 52 sekund.
Po dlouho dobu poté, co byl Olympijský maraton součástí Olympijských her, neexistovaly ženské závody na dlouhou trať. I když několik žen běhalo maratonskou vzdálenost, tak nebyly zařazeny do oficiálních výsledků. Marie-Louise Ledru byla první žena, která oficiálně absolvovala maraton, v roce 1918 dosáhla na čas 5 hodin a 40 minut a umístila se na 38. místě. Miroslava Bínová v Úpici září roku 1952 dokončila maratonskou vzdálenost v čase 4:35:00 v rámci ratibořického závodu. Arlen Pieperová byla první ženou, která oficiálně dokončila maraton v USA, když tuto trať zaběhla na Pikes Peak Maratonu v Manitou Springs v Coloradu v roce 1959. Kathrine Switzerová byla první ženou, která běžela Bostonský maraton se závodním číslem. I když prošla vstupním procesem, po odhalení chyby byla obviněna za hrubé porušení pravidel a byla stíhána. Bobbi Gibb jako první v roce 1966 uběhla celý Bostonský maraton a později byla prohlášena organizátory za vítěze v ženské kategorii v tomto roce, stejně jako v roce 1967 a 1968.
Stalo se tradicí, že mužský olympijský maraton je poslední událostí atletického rozvrhu a běží se poslední den olympijských her. V poslední době jsou za maraton udělovány medaile během závěrečného ceremoniálu (včetně roku 2012 a 2016). Po mnoho let maratonský běh končil uvnitř olympijského stadionu; nicméně na Letních olympijských hrách v roce 2012 startoval a končil na ulici The Mall v Londýně a na Letních olympijských hrách v roce 2016 na Sambódromo, místě pro pozorování karnevalů.

## Současné rekordy

Současní světoví rekordmani
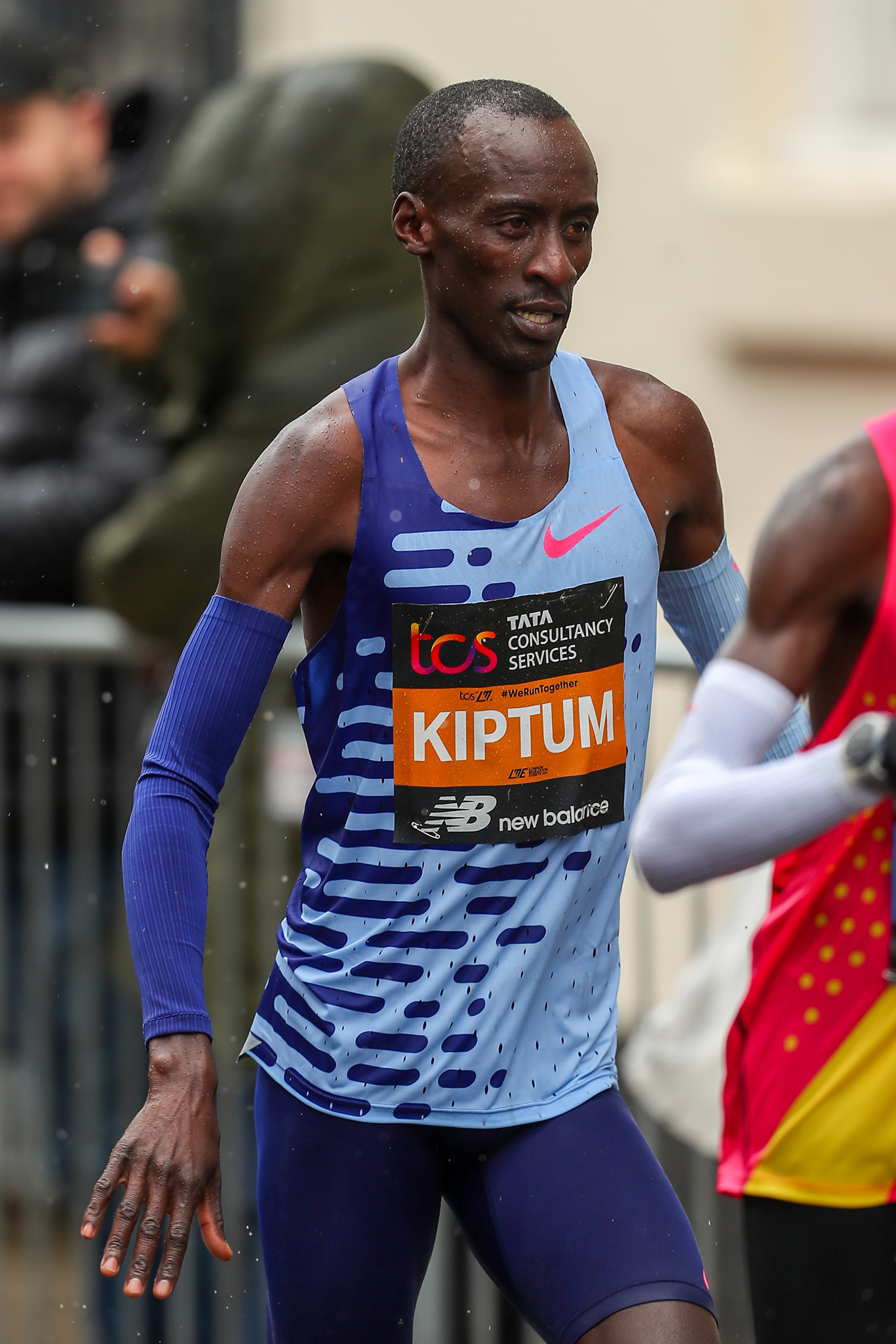
Muži – Kelvin Kiptum 2:00:35 hod.
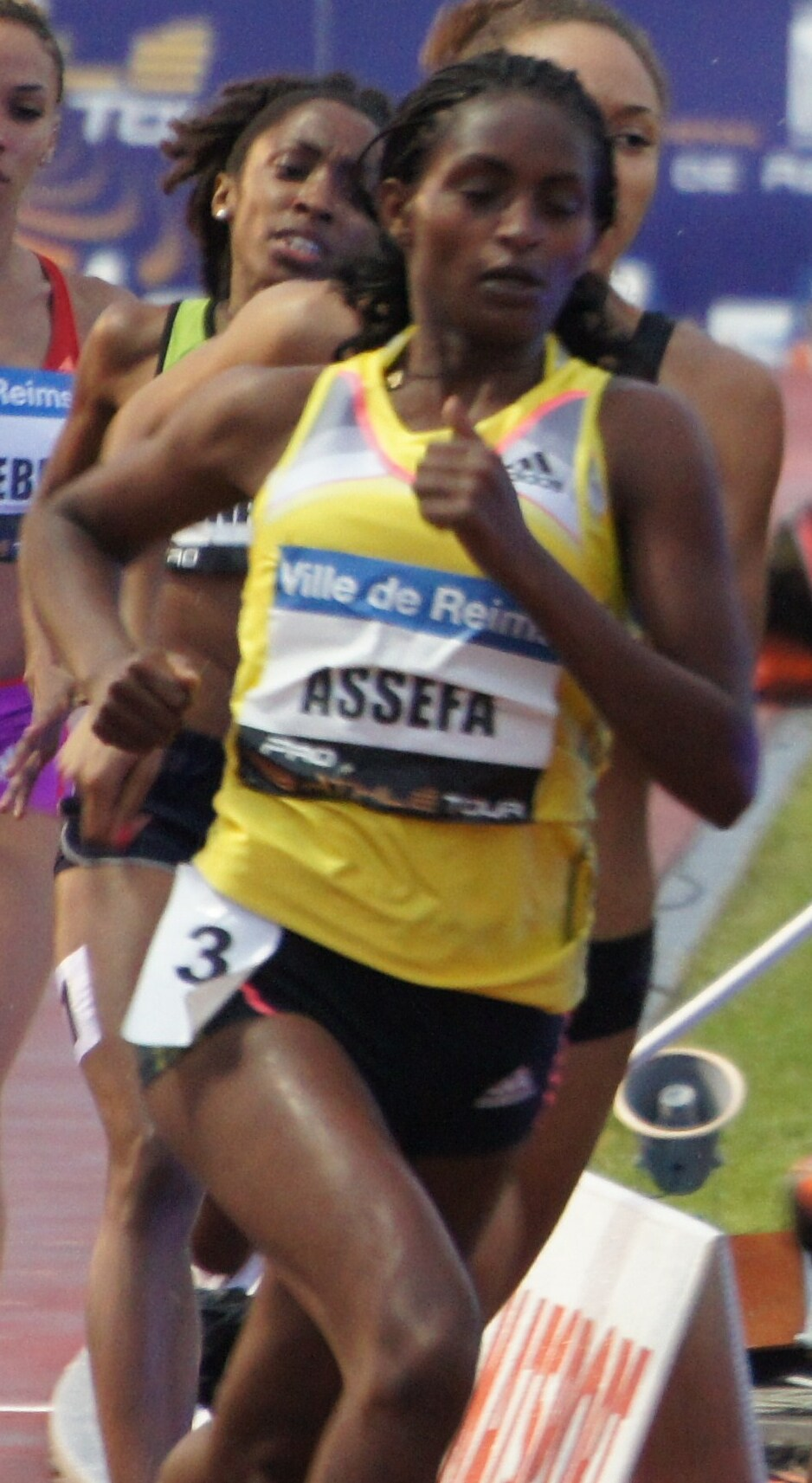
Ženy – Tigist Assefaová 2:09:57 hod.

| Muži              |           |                |         |         |               |
| Rekord            | Čas (min) | Atlet          | Stát    | Město   | Datum rekordu |
| Světový rekord    | 2:00:35   | Kelvin Kiptum  | Keňa    | Chicago | 8. 10. 2023   |
| Olympijský rekord | 2:06:32   | Samuel Wanjiru | Keňa    | Peking  | 24. 8. 2008   |
| Rekord MS         | 2:05:37   | Tamirat Tola   | Etiopie | Eugene  | 17.7. 2022    |
| Český rekord      | 2:11:57   | Karel David    | Česko   | Hamburk | 3. 5. 1993    |

| Ženy              |           |                       |         |          |               |
| Rekord            | Čas (min) | Atletka               | Stát    | Město    | Datum rekordu |
| Světový rekord    | 2:11:53   | Tigist Assefaová      | Etiopie | Berlín   | 24. 9. 2023   |
| Olympijský rekord | 2:23:07   | Tiki Gelanaová        | Etiopie | Londýn   | 5. 8. 2012    |
| Rekord MS         | 2:18:11   | Gotytom Gebreslaseová | Etiopie | Eugene   | 18.7. 2022    |
| Český rekord      | 2:23:44   | Moira Stewartová      | Česko   | Valencie | 1. 12. 2024   |

## Současné rekordy podle kontinentů
| Rekord                            | Kategorie | Výkon (hod.) | Atlet                | Stát               | Město     | Datum        |
| --------------------------------- | --------- | ------------ | -------------------- | ------------------ | --------- | ------------ |
| Afrika                            | Muži      | 2:00:35      | Kelvin Kiptum        | Keňa               | Chicago   | 8. 10. 2023  |
| Afrika                            | Ženy      | 2:14:04      | Brigid Kosgeiová     | Keňa               | Chicago   | 13. 10. 2019 |
| Asie                              | Muži      | 2:04:43      | El Hassan Abbassi    | Bahrajn            | Valencie  | 2. 12. 2018  |
| Asie                              | Ženy      | 2:19:12      | Mizuki Nogučiová     | Japonsko           | Berlín    | 25. 9. 2005  |
| Evropa                            | Muži      | 2:03:36      | Bašír Abdi           | Belgie             | Rotterdam | 24. 10. 2021 |
| Evropa                            | Ženy      | 2:15:25      | Paula Radcliffová    | Spojené království | Londýn    | 13. 4. 2003  |
| Severní a střední Amerika         | Muži      | 2:05:38      | Khalid Khannouchi    | USA                | Londýn    | 14. 4. 2002  |
| Severní a střední Amerika         | Ženy      | 2:19:12      | Keira D'Amatová      | USA                | Houston   | 16. 1. 2022  |
| Oceánie                           | Muži      | 2:07:51      | Robert de Castella   | Austrálie          | Boston    | 21. 4. 1986  |
| Oceánie                           | Ženy      | 2:22:36      | Benita Willisová     | Austrálie          | Chicago   | 22. 10. 2006 |
| Jižní Amerika                     | Muži      | 2:04:51      | Daniel Do Nascimento | Brazílie           | Soul      | 17. 4. 2022  |
| Jižní Amerika                     | Ženy      | 2:25:57      | Gladys Tajedaová     | Peru               | Sevilla   | 20. 2. 2022  |
| Muži na iaaf.org Ženy na iaaf.org |           |              |                      |                    |           |              |

### Světové rekordy a nejlepší světové časy
Vzhledem k tomu, že soutěže v maratonském běhu se konají za velmi proměnlivých podmínek na otevřené silnici místo na standardní atletické dráze, dlouhá léta nebyly v této disciplíně evidovány světové rekordy, ale pouze nejlepší světové výkony. Teprve od 1. ledna 2004 eviduje Mezinárodní asociace atletických federací (IAAF) nejlepší výkony na silnici v maratonu, půlmaratonu i chůzi jako světové rekordy.
Dne 6. května 2017 zaběhl keňský vytrvalec Eliud Kipchoge maratonskou distanci za rekordních 2:00:25 hodiny, šlo ale o neregulérní závod ve speciálních podmínkách, který se uskutečnil na závodním okruhu Formule 1 v Monze. Čas tedy nemůže být uznán jako světový rekord.
Kipchoge zopakoval tento pokus 12. října 2019, kdy skutečně zaběhl ve Vídni (hlavní alej v Prátru) jako první v historii maraton pod dvě hodiny (časem 1:59:40,2 hod.). Protože se však jednalo o speciální akci (před běžcem jelo doprovodné vozidlo přesně určeným tempem 2:50 na kilometr a pomáhalo mu 41 vodičů), nejedná se o oficiální světový rekord.

## Délka maratonského běhu
| Rok          | Vzdálenost (km) |
| ------------ | --------------- |
| 1896         | 40              |
| 1900         | 40,26           |
| 1904         | 40              |
| 1906         | 41,86           |
| 1908         | 42,195          |
| 1912         | 40,2            |
| 1920         | 42,75           |
| od roku 1924 | 42,195          |

Přestože původní vzdálenost z bojiště u Marathónu do Athén byla asi 38 km, byla na olympijských hrách v Athénách Mezinárodním olympijským výborem stanovena na rovných 39 km. Délka maratonu nebyla původně standardizována a měnila se podle vytyčené cesty.
Roku 1908 byla délka olympijského maratonu v Londýně vytyčena od startu u terasy Windsorského zámku do cíle před královskou lóží na Olympijském stadionu (aby královská rodina mohla pozorovat vítěze olympijského maratonu), čímž byla trať prodloužena na 42,195 km (26,2 mil neboli 46 145 yardů). Přestože na dalších dvou olympijských hrách v letech 1912 a 1920 byla stanovena jiná délka maratonského běhu, od olympiády v roce 1924 v Paříži se ustálila délka maratonu právě na délce londýnské trati, tedy 42,195 km.

## Statistiky

### Výkonnostní milníky – zlepšování cílového času
Muži:
- Poprvé pod 2:40 hod. 2:38:17 hod. Harry Green, Spojené království, 1913
- Poprvé pod 2:30 hod. 2:29:02 hod. Albert Michelsen, USA, 1925
- Poprvé pod 2:20 hod. 2:18:41 hod. James Peters, Spojené království, 1953
- Poprvé pod 2:10 hod. 2:09:37 hod. Derek Clayton, Austrálie, 1967
- Poprvé pod 2:09 hod. 2:08:34 hod. Derek Clayton, Austrálie, 1969
- Poprvé pod 2:08 hod. 2:07:12 hod. Carlos Lopes, Portugalsko, 1985
- Poprvé pod 2:07 hod. 2:06:50 hod. Belayneh Dinsamo, Etiopie, 1988
- Poprvé pod 2:06 hod. 2:05:42 hod. Khalid Khannouchi, Maroko, 1999
- Poprvé pod 2:05 hod. 2:04:55 hod. Paul Tergat, Keňa, 2003
- Poprvé pod 2:04 hod. 2:03:59 hod. Haile Gebrselassie, Etiopie, 2008
- Poprvé pod 2:03 hod. 2:02:57 hod. Dennis Kimetto, Keňa, 2014
- Poprvé pod 2:02 hod. 2:01:39 hod. Eliud Kipchoge, Keňa, 2018
- Poprvé pod 2:01 hod. 2:00:35 hod. Kelvin Kiptum, Keňa, 2023

Ženy:
- Poprvé pod 3:00 hod. 2:55:22 hod. Elizabeth Bonner, USA, 1971
- Poprvé pod 2:30 hod. 2:27:33 hod. Grete Waitzová, Norsko, 1979
- Poprvé pod 2:25 hod. 2:22:43 hod. Joan Benoitová, USA, 1983
- Poprvé pod 2:20 hod. 2:19:46 hod. Naoko Takahašiová, Japonsko, 2001
- Poprvé pod 2:19 hod. 2:18:47 hod. Catherine Ndereba, Keňa, 2001
- Poprvé pod 2:18 hod. 2:17:18 hod. Paula Radcliffová, Spojené království, 2002
- Poprvé pod 2:16 hod. 2:15:25 hod. Paula Radcliffová, Spojené království, 2003
- poprvé pod 2:15 hod. 2:14:04 hod. Brigid Kosgeiová, Keňa, 2019

Předpokládá se, že za příznivých podmínek by se během příštích zhruba 30 let mohli muži – maratonci dostat i pod hranici 2 hodin. Ženy by zároveň mohly atakovat hranici 2:10 hod.

### Nejúspěšnější maratonci
Dvě olympijská vítězství:
- Abebe Bikila (Etiopie), OH 1960 a OH 1964
- Waldemar Cierpinski (NDR), OH 1976 a OH 1980

Dva tituly mistra světa:
- Abel Antón (Španělsko), MS 1997 a MS 1999

Olympijské vítězství a titul mistra/mistryně světa
- Rosa Motaová (Portugalsko) MS 1987 a OH 1988
- Gezahegne Abera (Etiopie) OH 2000 a MS 2001

### Olympijští medailisté
Maratonský běh je na programu LOH již od prvních her v roce 1896. Byl součástí i neoficiálních her v roce 1906. Ženy běhají maraton na olympijských hrách až od LOH 1984.

### Medailisté mistrovství světa
Maraton se na MS běhá hned od prvního MS v roce 1983 v kategoriích mužů i žen.

### Vývoj světového rekordu – maratón
| Muži    |                    |              |                   |
| Čas     | Jméno              | Místo        | Datum             |
| 2:55:18 | John Hayes         | Londýn       | 24. července 1908 |
| 2:52:45 | Roy Fowler         | New York     | 1909              |
| 2:46:52 | James Clark        | New York     | 12. února 1909    |
| 2:46:04 | Albert Raine       | New York     | 12. prosince 1909 |
| 2:42:31 | Fred Barett        | Londýn       | 15. prosince 1909 |
| 2:38:16 | Harry Green        | Londýn       | 12. května 1913   |
| 2:36:06 | Alexis Ahlgren     | Londýn       | 31. května 1913   |
| 2:32:35 | Hannes Kolehmainen | Antverpy     | 22. srpna 1920    |
| 2:29:01 | Albert Michelsen   | Port Chester | 12. října 1925    |
| 2:27:49 | Fusašige Suzuki    | Tokio        | 31. května 1935   |
| 2:26:44 | Jasuo Ikenaka      | Tokio        | 3. dubna 1935     |
| 2:26:42 | Son Ki-džung       | Tokio        | 3. listopadu 1935 |
| 2:25:39 | Yun Bok Suh        | Boston       | 19. dubna 1947    |
| 2:20:42 | James Peters       | Cheswick     | 14. června 1952   |
| 2:18:40 | James Peters       | Cheswick     | 13. června 1953   |
| 2:18:34 | James Peters       | Turku        | 4. října 1953     |
| 2:17:39 | James Peters       | Cheswick     | 26. června 1954   |
| 2:15:17 | Sergej Popov       | Stockholm    | 24. srpna 1958    |
| 2:15:16 | Abebe Bikila       | Řím          | 10. září 1960     |
| 2:15:15 | Toru Terasawa      | Beppu        | 17. února 1963    |
| 2:14:28 | Leonard Edelen     | Cheswick     | 15. června 1963   |
| 2:13:55 | Basil Heatley      | Cheswick     | 13. června 1964   |
| 2:12:11 | Abebe Bikila       | Tokio        | 21. října 1964    |
| 2:12:00 | Mono Šigemacu      | Cheswick     | 12. června 1965   |
| 2:09:36 | Derek Clayton      | Fukuoka      | 3. prosince 1967  |
| 2:08:34 | Derek Clayton      | Antverpy     | 30. května 1969   |
| 2:08:18 | Robert de Castella | Fukuoka      | 6. prosince 1981  |
| 2:08:05 | Steve Jones        | Chicago      | 21. října 1984    |
| 2:07:12 | Carlos Lopes       | Rotterdam    | 20. dubna 1985    |
| 2:06:50 | Belayne Dinsamo    | Rotterdam    | 17. dubna 1988    |
| 2:06:05 | Ronaldo de Costa   | Berlín       | 20. září 1998     |
| 2:05:42 | Khalid Khannouchi  | Chicago      | 24. října 1999    |
| 2:05:38 | Khalid Khannouchi  | Londýn       | 14. dubna 2002    |
| 2:04:55 | Paul Tergat        | Berlín       | 28. září 2003     |
| 2:04:26 | Haile Gebrselassie | Berlín       | 30. září 2007     |
| 2:03:59 | Haile Gebrselassie | Berlín       | 28. září 2008     |
| 2:03:38 | Patrick Makau      | Berlín       | 25. září 2011     |
| 2:03:23 | Wilson Kipsang     | Berlín       | 29. září 2013     |
| 2:02:57 | Dennis Kimetto     | Berlín       | 28. září 2014     |
| 2:01:39 | Eliud Kipchoge     | Berlín       | 26. září 2018     |
| 2:01:09 | Eliud Kipchoge     | Berlín       | 25. září 2022     |
| 2:00:35 | Kelvin Kiptum      | Chicago      | 8. října 2023     |

| Ženy    |                       |              |                   |
| Čas     | Jméno                 | Místo        | Datum             |
| 3:40:22 | Violet Piercy         | Chiswick     | 3. října 1926     |
| 3:37:07 | Merry Lepper          | Culver City  | 16. prosince 1963 |
| 3:27:45 | Dale Greig            | Ryde         | 23. května 1964   |
| 3:19:33 | Mildred Sampson       | Auckland     | 21. července 1964 |
| 3:15:22 | Maureen Wilton        | Toronto      | 6. května 1967    |
| 3:07:26 | Anni Pede-Erdkamp     | Waldniel     | 16. září 1967     |
| 3:02:53 | Caroline Walker       | Seaside      | 28. února 1970    |
| 3:01:42 | Elizabeth Bonner      | Filadelfie   | 9. května 1971    |
| 3:00:35 | Sara Mae Berman       | Brockton     | 30. května 1971   |
| 2:55:22 | Elizabeth Bonner      | New York     | 19. září 1971     |
| 2:49:40 | Cheryl Bridges        | Culver City  | 5. prosince 1971  |
| 2:46:36 | Michiko Gorman        | Culver City  | 2. prosince 1973  |
| 2:46:24 | Chantal Langlacé      | Neuf Brisach | 27. října 1974    |
| 2:43:54 | Jacqueline Hansen     | Culver City  | 1. prosince 1974  |
| 2:42:42 | Liane Winter          | Boston       | 21. dubna 1975    |
| 2:40:15 | Christa Vahlensieck   | Dülmen       | 3. května 1975    |
| 2:38:19 | Jacqueline Hansen     | Eugene       | 12. října 1975    |
| 2:35:15 | Chantal Langlacé      | Oyarzun      | 1. května 1977    |
| 2:34:47 | Christa Vahlensieck   | Berlín       | 10. září 1977     |
| 2:32:29 | Grete Waitzová        | New York     | 22. října 1978    |
| 2:27:32 | Grete Waitzová        | New York     | 21. října 1979    |
| 2:25:41 | Grete Waitzová        | New York     | 26. října 1980    |
| 2:25:28 | Grete Waitzová        | Londýn       | 17. dubna 1983    |
| 2:22:43 | Joan Benoitová        | Boston       | 18. dubna 1983    |
| 2:21:06 | Ingrid Kristiansenová | Londýn       | 21. října 1985    |
| 2:20:47 | Tegla Loroupeová      | Rotterdam    | 19. dubna 1998    |
| 2:20:43 | Tegla Loroupeová      | Berlín       | 26. září 1999     |
| 2:19:46 | Naoko Takahašiová     | Berlín       | 30. září 2001     |
| 2:18:47 | Catherine Ndereba     | Chicago      | 7. října 2001     |
| 2:17:18 | Paula Radcliffová     | Chicago      | 13. října 2002    |
| 2:15:25 | Paula Radcliffová     | Londýn       | 13. dubna 2003    |
| 2:14:04 | Brigid Kosgeiová      | Chicago      | 13. října 2019    |
| 2:11:53 | Tigst Assefaová       | Berlín       | 24. září 2023     |

## Nejstarší pokořitelé maratonu
Nejstarším maratoncem je britský občan indického původu Fauja Singh (*1. dubna 1911). Jako první stoletý maratonec na světě běžel na podzim 2011 Toronto Waterfront Marathon, a to v čase 8:11:06. S běháním začal v 89 letech, je vegetarián. Důležité je podle něj vyhýbat se stresu, špatně naladěným lidem a být vděčný za všechno, co máte.
Nejstarší ženou v cíli maratonu se stala v roce 2010 Američanka Gladys Burrillová (*1918). V 92 letech zvládla Honolulu Marathon v čase 9:53:16. S maratony začala v 86 letech.
Nejstarším Čechem, který uběhl maraton, je umělecký kurátor Jiří Soukup z Hradce Králové, který v listopadu 2014 absolvoval maraton ve věku 87 let. Dosáhl času 8:12:10.

## Zdravotní problémy maratonců
Úspěšné absolvování maratonského běhu vyžaduje vydání velkého množství energie, které běžci přijímají prostřednictvím potravin bohatých na sacharidy. Ty se ukládají ve formě glykogenu, sloužícího jako pohotový zdroj energie při běhu. Po jejich vyčerpání se pak stávají zdrojem energie bílkoviny (proteiny) a lipidy (tuky), jejichž spalování je však mnohem náročnější na přísun kyslíku (mají nižší respirační kvocient). Tento okamžik nastává většinou kolem 30. km běhu. V této chvíli pocítí většina běžců prudce zvýšenou únavu, popisovanou jako náraz do zdi. Proto je velmi důležité pravidelným tréninkem získat schopnost absorbování co největšího množství glykogenu.
Dalším nebezpečím je stav hyponatremie, který se vyznačuje kriticky nízkou hladinou sodíku v krvi při nadměrném množství vypité vody během závodu (někdy může hrozit až smrt). Takto kritický stav se řeší neprodlenou nitrožilní aplikací silného solného roztoku. Proto není vhodné při závodě pít nadměrné množství vody – lépe je o něco méně pít a během závodu požívat malá množství soli .

## Zajímavosti
- Současný světový rekord má hodnotu 2:00:35 hod, což znamená průměrnou rychlost během celého závodu 20,99 km/h (5,832 m/s). Každých 10 km trati tak rekordman Kelvin Kiptum[22] zvládl výrazně pod 29 minut (přesně 28:34,6 min) a například každou „patnáctistovku“ – kterých musel uběhnout „v kuse“ přes 28 – zvládl za 4:17,2 min, což je výrazně lepší výkon, než jaký podává většina desetibojařů na jediné.[23] Kelvin Kiptum se měl pokoušet o regulérní prolomení hranice 2 hodin, zemřel však při tragické automobilové nehodě u keňského Kaptagatu v únoru roku 2024.[24]
- Mezi ženami znamená světový rekord 2:11:53 hod. průměrnou rychlost 19,19 km/h (5,332 m/s). Na každých 10 kilometrů pak připadá statistický průměrný mezičas 31:15,3 min., na 1500 metrů pak 4:41,3 min.
- Vůbec nejdelšího času na maratonské trati dosáhl Japonec Šizó Kanaguri. 14. července 1912 odstartoval k olympijskému závodu ve Stockholmu. Po absolvování více než poloviny trati v úmorném vedru poprosil jednoho z diváků o pití. Onen muž mu nabídl nejen sklenici džusu, ale i odpočinek ve svém domě. Kanaguri už dále nepokračoval a dokonce u svého hostitele přespal. Teprve roku 1967 se ve věku 76 let do Švédska vrátil, aby závod dokončil. Docílil tak celkového času 54 let, 8 měsíců, 6 dní, 8 hodin, 32 minut a 20,3 sekundy.
- Etiopský běžec Abebe Bikila vyhrál maratónský běh jakožto první běžec v historii na dvou po sobě následujících olympiádách, navíc své první olympijské vítězství v roce 1960 v Římě absolvoval bez bot, tj. naboso.